# Andex Records
Andex Records war ein US-amerikanisches Musiklabel, das Ende der 1950er-Jahre bestand und heute vor allem für seine Tonträger des West Coast Jazz bekannt ist.
Andex Records war ein Label des Unternehmens Rex Productions, das zwei Unternehmer, die Brüder John und Alex Siamas 1957 in Los Angeles gegründet hatten; unter diesem Dach führten sie mehrere Plattenlabel, darunter Andex. Sie arbeiteten mit den Produzenten Bumps Blackwell und Bob Keane zusammen und hatten das Glück, mit Sam Cookes „You Send Me“ einen Hit zu erzielen. Das Andex-Label war für Jazz- und Gospel-Musik vorgesehen. Auf dem Label erschienen aber auch einige Rhythm-&-Blues- und Rock’n’Roll-Singles, etwa von J. W. Alexander. Im Bereich des Gospel erschienen Singles von The Pilgrim Travelers und The Original Gospel Harmonettes auf Andex, auch Unterhaltungsmusik von Rene Bloch und Herb Alpert („The Hully Gully“.) Im Bereich des Jazz veröffentlichten laut Tom Lord zwischen 1958 und 1960 Conte Candoli, Jerry Fuller, John Graas, Bill Holman, Bob Keene, Mel Lewis, Art Pepper, Jimmy Rowles und Dempsey Wright, ferner das The West Coast All Star Ninetet (International Premiere in Jazz, mit Jack Sheldon, Bob Enevoldsen, Buddy Collette, Art Pepper, Bill Perkins, Paul Moer, Red Mitchell, Red Callender, Larry Bunker, John Graas) ihre Aufnahmen auf dem Label.
Der Katalog wurde in den 1980er-Jahren zuerst auf Vinyl neu aufgelegt, insbesondere von Fresh Sound Records, dann auf Compact Disc bei V.S.O.P. Records.